# AS des Forces Armées de Guinée
L'Association Sportive des Forces Armées de Guinée, també conegut com a ASFAG Conakry, és un club de futbol guineà de la ciutat de Conakry.

## Palmarès
- Lliga guineana de futbol:[1]
  - 2003
- Copa guineana de futbol:[2]
  - 1987, 1991, 1996
- Copa de l'UFOA:
  - 1988